# 우라 주조
우라 주조(일본어: 浦 十藏, 2004년 5월 21일~)는 일본의 축구 선수이다.

## 구단 경력
그는 2023년 J1리그의 비셀 고베에 입단했다. 2024년 7월 J2리그의 에히메 FC로 이적했다. 2025년 카탈레 도야마로 이적했다.